# Go
|  | Aquest article tracta sobre el joc de taula. Vegeu-ne altres significats a «goh». |

El go (xinès tradicional: 圍棋, xinès simplificat: 围棋, pinyin: wéiqí; japonès: 囲碁, igo; coreà: 바둑, baduk; significat aproximat: 'joc d'encerclar') és un joc d'estratègia de tauler per a dos jugadors originari de la Xina, on es va desenvolupar entre els anys 2000 i 200 aC. És molt popular a l'Àsia oriental (sobretot a la Xina, Corea i Japó), però cada vegada més també arreu del món.
Els dos jugadors situen alternativament peces blanques i negres, anomenades «pedres», en les interseccions buides (anomenades «punts») d'una quadrícula de 19×19 línies (els jugadors principiants sovint juguen en taulers petits de 9×9 i/o 13×13). L'objectiu del joc és utilitzar les pedres pròpies per a envoltar una àrea total («territori») més gran que la de l'oponent. Una vegada col·locades al tauler, les pedres no es poden moure, però sí que es poden retirar si són capturades; per a fer-ho, cal envoltar una pedra o grup de pedres contràries ocupant tots els punts ortogonalment adjacents («llibertats»). Els jugadors continuen d'aquesta manera fins que cap jugador vol fer un altre moviment; el joc no té condicions especials per finalitzar. Quan el joc s'acaba, es compta el territori, les pedres capturades i el komi per tal de determinar el guanyador. El joc també es pot guanyar en el cas que l'oponent abandoni.

## Història del go

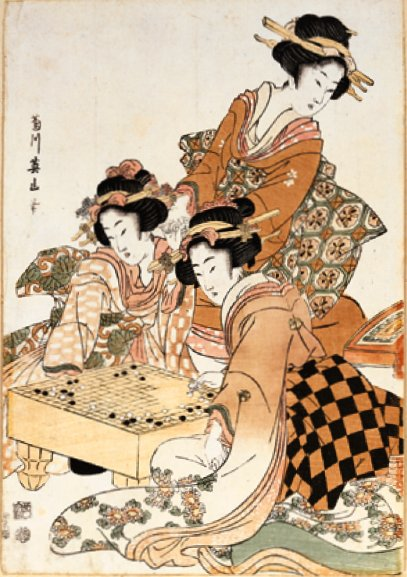
Go a l'art japonès (Izumiya Ichibe, aprox. 1811)

El nom original del joc, en xinès, és 圍棋 (trad.) ó 围棋 (simpl.) wéiqí (pronunciat Ueitxíi). En japonès és 囲碁 igo i en coreà 바둑 baduk.
El nom go, conegut a Occident, és la pronunciació japonesa de la paraula xinesa 棋 qí (pronunciada txíi), que podria traduir-se per joc de tauler. Wei vol dir 'voltar, envoltar o bloquejar', i en aquest «joc de tauler d'envoltar», precisament, es tracta de voltar o envoltar territoris entre dos contrincants.
A Corea es diu Txin, txi, xu, jua, o sigui, tocar algun instrument musical, jugar al go, escriure amb bona cal·ligrafia i saber pintar algun quadre. Aquestes eren les habilitats bàsiques que devia dominar qualsevol intel·lectual de l'antiga Xina.
Segons la llegenda xinesa, va ser l'emperador Yao (entre els anys 2357 i 2255 aC) qui va inventar l'uei-chi, i ho va ensenyar al seu fill Txu-tant per entrenar-lo a governar el país. Altres versions de la mateixa llegenda difereixen lleugerament: l'emperador va demanar a un dels seus consellers que inventés un joc per desenvolupar la capacitat mental del seu fill, que era una mica retardat.
Alguns historiadors creuen que almenys a la dinastia Zhou (1134-247 aC) ja existia aquest joc, encara que de forma rudimentària, ja que en els llibres de Confuci (551-497 aC) ja se'n parlava.
Fins als primers anys de l'època dels Tres Regnes (cap als volts dels anys 220-226 de l'era cristiana) en el Tractat de les arts es deia que el «qí» tenia 17 línies horitzontals i 17 de verticals. Però després d'uns sis-cents anys, al final de la dinastia Tang, al segle ix, es deia que el tauler tenia ja 19 línies. I des d'aleshores no ha sofert cap canvi.
El «qí» va ser sempre un joc de les classes intel·lectuals i governants de l'antiga Xina. Mai ha estat popularitzat per a la gent plana. Per la seva semblança a la guerra, també va ser un dels jocs preferits dels militars. Segons un llibre escrit a la dinastia Suei, l'emperador Liang O-tu (502-549 de l'era cristiana) va redactar un tractat de «qí» i el va incloure en la Gran estratègia, obra mestra de l'art de la guerra, estudi obligatori per a tots els comandaments militars de l'exèrcit.
El «qí» va ser introduït al Japó cap a l'any 735 de la nostra era per un bonze budista japonès anomenat Kibi Dajin, i ha tingut una acollida molt favorable en aquest país. Al començament va estar restringit als ambients cortesans, però a poc a poc es va divulgar entre els samurais, budistes, xintoistes.

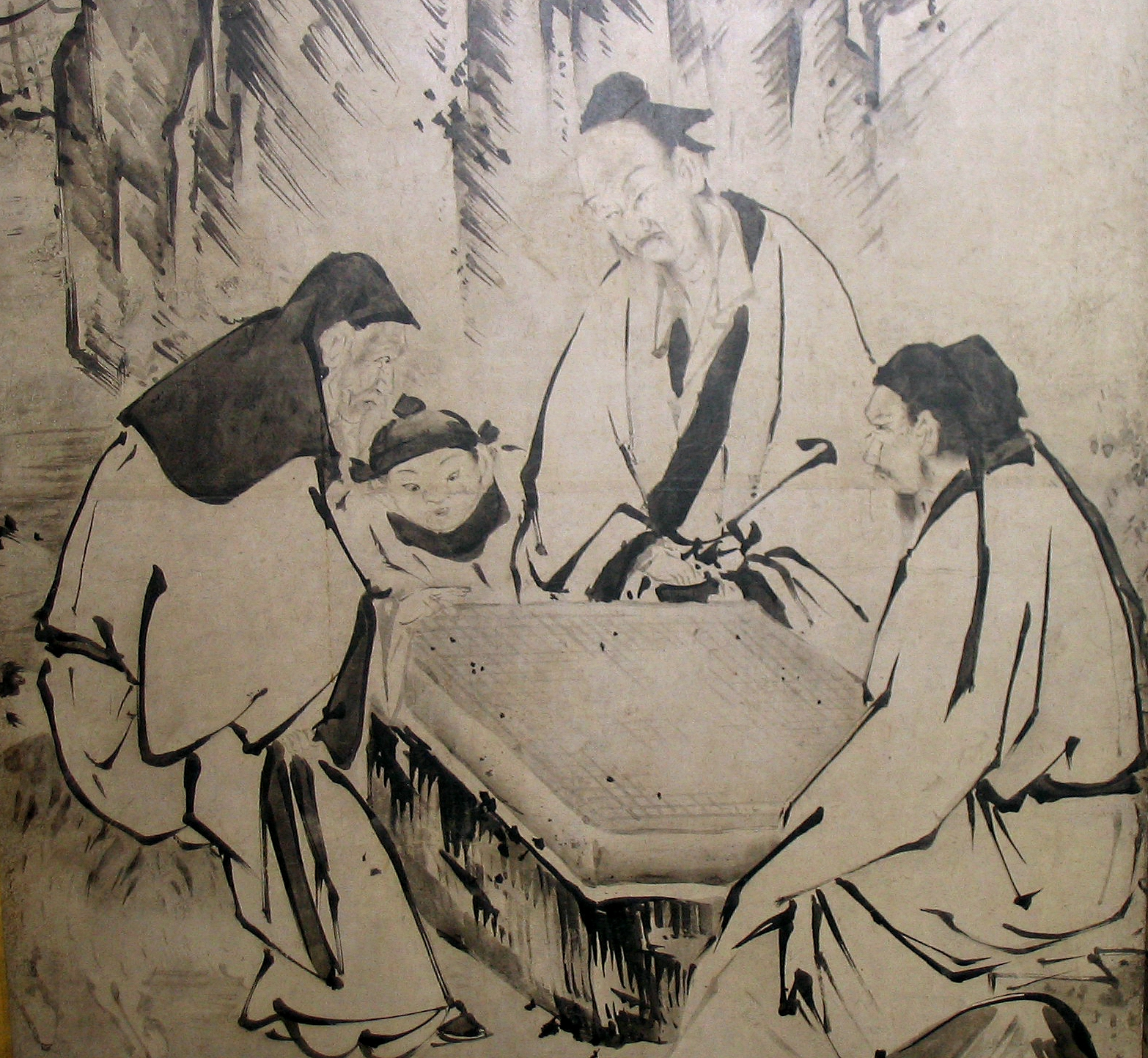
Go a l'art japonès (Kano Eitoku (1543-1590))

El Japó va ser el primer país que va establir un sistema de jugadors professionals, fa 400 anys. La famosa Acadèmia Japonesa del Go «Nihon Ki-in», una espècie d'autoritat acadèmica i federativa, va ser fundada el 1924. Les seves funcions fonamentals consisteixen a ensenyar l'art del go, supervisar les competicions públiques i concedir títols de categoria a professionals i afeccionats. Les categories es classifiquen en nou graus superiors o «dan» i nou d'inferiors. L'Acadèmia també concedeix títols especials als veritables campions, per exemple, el Hon in-bo (Campió Nacional) i el Mei jin (Gran Mestre).
S'estima que és jugat per uns cinquanta milions de persones en el sud-est asiàtic. Normalment s'aprèn a jugar en la infància. Es juga al go a les escoles, als menjadors de les empreses, i en llocs especials anomenats «Salons de go». S'hi juga per plaure, per estimular la ment, o —en el cas dels jugadors professionals— per premis substanciosos.
Encara que el joc del go va ser descrit pels viatgers europeus que van anar a l'extrem orient durant el segle xvii, no es va començar a jugar a Europa fins al 1880. Així i tot, el joc s'ha anat estenent lentament. El 1958 es va jugar el primer campionat d'Europa. Avui en dia es juga al go en tots els països europeus, si bé el nivell de joc està significativament per sota del dels professionals orientals.
Els millors jugadors europeus acudeixen al Japó a estudiar el joc. Actualment, el go ha tingut una notable revifada al Japó, en part gràcies a l'anime Hikaru no Go.

## Equip

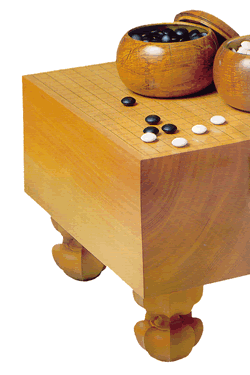
Un set tradicional japonès, compost d'un taulell de terra, dues tasses i peces blanques i negres.

### Tauler
El tauler del joc —comunament anomenat goban, pel seu nom en japonès— fa generalment entre 45 i 48 cm de llarg i 42 i 44 cm d'ample. Els taulers xinesos són una mica més grans, ja que les pedres amb què s'hi juga també són una mica més grans. El tauler no és quadrat: hi ha una relació 15:14 entre llarg i ample. Hi ha dos tipus principals de tauler: el tauler de taula, similar a l'utilitzat en altres jocs com els escacs, i el tauler de terra, que es troba directament en el terra, ja que disposa de la seva pròpia base.
Al tauler hi ha dibuixades 19×19 línies (horitzontals i verticals) formant quasi quadrats (o quadrats per simplificació), però també s'utilitzen versions més petites (principalment les mides 9×9 i 13×13) per iniciar-se al joc o estudiar estratègies, mai per competir. És important remarcar que no es compten els quadrats sinó les línies, ja que són elles les que serveixen de suport al joc, contràriament a altres jocs molt coneguts com els escacs o les dames.
El tauler japonès tradicional té entre 10 i 18 cm de gruix, i és de terra. Preferiblement es fabrica amb fusta de Kaya, sent utilitzada fusta de fins a 700 anys d'antiguitat per fer els taulers més fins. La fusta d'un altre arbre, Califòrnia Torrey, s'utilitza també per a la fabricació de taulers, ja que és menys costosa. Els recursos naturals del Japó han estat incapaços de produir suficient fusta d'ambdós tipus d'arbre per cobrir l'elevada demanda: els arbres han de tenir diversos centenars d'anys de vida per créixer a la mida suficient, i actualment és molt rar trobar exemplars amb l'edat i qualitat requerits. Al Japó, està prohibida la tala d'arbres de Kaya vius, ja que l'espècie està protegida: l'arbre ha de morir de causes naturals abans de poder ser tallat. Degut a tot això, el preu d'un tauler de fusta genuïna de Kaya sobrepassa els 10.000 dòlars, arribant en alguns casos a sobrepassar els 60.000.
Altres fustes, menys costoses, s'usen freqüentment en la fabricació de goban de qualitat, incloent la d'Hiba (Thujopsis dolabrata), la Katsura (Cercidiphyllum japonicum), la Kauri (Agathis), i la Shin Kaya (varietats de Picea, generalment d'Alaska, Sibèria i la província de Yunnan a la Xina). Des dels anys 2000, alguns taulers s'han fabricat a base de bambú. Són molt resistents i tenen una estètica única, a més de ser relativament econòmics. També n'hi ha de plàstic, magnètics o plegables (de viatge).

### Pedres
Un equip complet de pedres de go (goishi) normalment està format per 181 pedres negres i 180 de blanques. Atès que una graella de 19×19 té 361 punts, hi ha prou pedres per cobrir el tauler; hi ha una pedra negra de més, ja que és la del jugador que mou primer. Hi ha dos tipus principals de pedres: convexes, on un dels costats és pla, i biconvexes, en el qual ambdós costats tenen una curvatura semblant. Cada tipus té avantatges i desavantatges: les pedres convexes, posades amb el costat pla cap al tauler, són menys proclius a moure's de posició si el tauler és pertorbat. A més, durant l'anàlisi de després dels jocs, els jugadors poden provar variacions posant les pedres al revés, fent més simple recordar després les posicions originals. D'altra banda, és més fàcil retirar pedres biconvexes del tauler en finalitzar la partida.
Les pedres tradicionals japoneses són biconvexes, fabricades de petxina de cloïssa (blanques) i d'esquist (negres). La pissarra clàssica utilitzada era normalment minada a la Prefectura de Wakayama, i les petxines eren de cloïsses Hamaguri. Tanmateix, a causa de l'escassetat d'aquest tipus de cloïsses al Japó, les pedres són freqüentment fabricades amb petxines cultivades a Mèxic. Històricament, les pedres més valuoses que hi ha hagut eren fetes de jade, i eren generalment brindades a l'emperador regent com a regal.
A la Xina, el joc normalment es porta a terme amb pedres convexes fabricades mitjançant la sinterització d'un compost anomenat yunzi. El material prové de la província de Yunnan, i la seva composició exacta és secreta. El procés de fabricació de les pedres existeix des de la Dinastia Tang i, després de perdre's en els anys 1920 durant la Guerra Civil xinesa, va ser redescobert en els anys 1960 per la companyia de Yunzi actualment regida per l'Estat. El material és apreciat pels seus colors, l'agradable so que fa al tocar el tauler, i el seu baix cost comparat amb altres materials com pissarra i petxina.
Les pedres tradicionals es fabriquen de manera que les pedres negres siguin lleugerament més grans que les blanques, amb la finalitat de contrarestar una il·lusió òptica creada pel contrast de colors que fa que les pedres blanques es vegin sobre el tauler lleugerament més grans que les negres.

### Bols

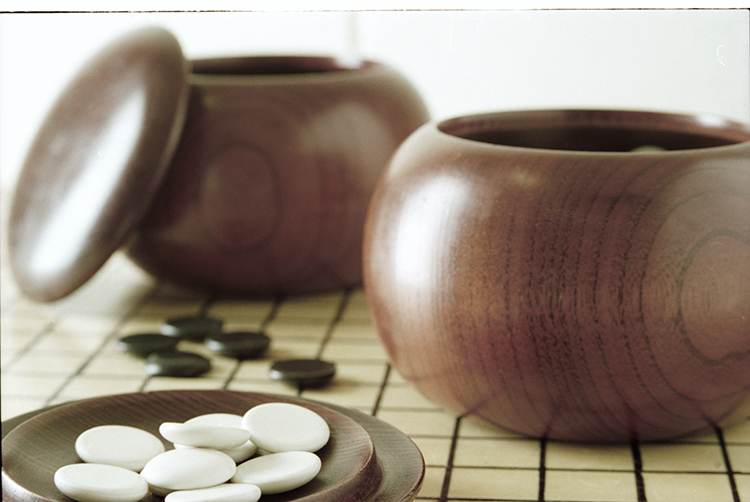
Un exemple de pedres convexes i taces Go Seigen. Aquestes pedres en particular estan fetes de yunzi, i les tasses, de fusta de ginjoler.

Els bols per a les pedres tenen forma d'esfera aplanada. Generalment, la seva tapa es volteja a l'inici de cada joc per posar-hi les pedres capturades durant la partida. Els bols xinesos són lleugerament més grans i arrodonits, un estil conegut al Japó com Go Seigen. Els bols Kitani japonesos tendeixen a tenir una forma més propera a la del got d'una copa de brandi.
Els bols generalment estan fets de fusta tornejada. La fusta de xicranda és el material tradicional per fer els bols japonesos, però és molt costós; la fusta del ginjoler xinès és un substitut comú per aquesta. Altres materials comuns per a la fabricació de bols xinesos inclouen fusta laca, ceràmica, pedra i palla teixida, i rotang.
Els noms donats als estils de bol, Go Seigen i Kitani, brinden homenatge a dos jugadors professionals de go del segle xx, de nacionalitat xinesa i japonesa, respectivament, als quals es fa referència com els «pares del go modern».

## Joc competitiu

### Classificació dels jugadors

Tres jugadors professionals del go observen a uns jugadors aficionats, mentre aquests analitzen un problema de vida o mort en la cantonada del taulell, en el Us Go Congress de 2003.

En el go, el rang d'un jugador indica la seva habilitat amb el joc. Tradicionalment, els rangs es mesuren mitjançant un sistema de graus de kyu i dan, un sistema que també ha estat adoptat per diverses arts marcials. Recentment, sistemes de qualificació matemàtics similars l'Elo han estat adaptats pel seu ús amb el go. Aquests sistemes de qualificació sovint ofereixen un mecanisme de càlcul equivalent al kyu o el dan.
Els graus de kyu (abreujats k) són considerats graus d'estudiant. El seu nombre disminueix a mesura que el nivell de joc augmenta, de manera que el 1r kyu és el grau de kyu més fort. Els graus de dan (abreujats d) es consideren graus de mestre, i s'incrementen de 1r a 7è dan. Els jugadors professionals obtenen un grau especial de dan, el dan professional (abreujat p), el màxim grau és el 9è dan.
Quan es juguen partides amb handicap, un grau de diferència equival a una pedra d'avantatge pel jugador més feble. Pels graus professionals, tres graus de diferència equivalen a una pedra.

### Els reglaments per la competició
Els reglaments que s'apliquen durant els tornejos i les competicions de go han de manejar factors que puguin influir en el desenvolupament de les partides. Aquestes regles poden diferir entre esdeveniments. Algunes de les regles que poden influenciar el joc són els punts de compensació (komi), l'ús del handicap i el control del temps.
Generalment, els tornejos de go es duen a terme amb la utilització de sistemes de classificació com el McMahon, el suís, el de lliga i el d'eliminació directa. Particularment, alguns tornejos combinen diversos sistemes, com els de lliga i eliminació directa.
Els reglaments dels tornejos també poden tenir en compte detalls com els punts de compensació i l'aplicació de la regla del superko. Els punts de compensació, anomenats komi, compensen el segon jugador per l'avantatge del moviment inicial del seu oponent. Els tornejos comunament utilitzen una compensació d'entre 5 i 8 punts, més mig punt addicional per prevenir empats. El superko, per la seva banda, evita que una partida pugui quedar atrapada indefinidament en un mateix patró de jugades. La regla del ko impedeix que un moviment causi que el tauler torni a la posició immediatament anterior a la que es trobava. No obstant això, existeixen posicions més complexes que causen que una posició es torni a repetir després de diverses jugades. Per prevenir això, la regla del ko pot estendre per tal d'impedir la repetició de qualsevol posició prèvia.

## Les sis regles del go

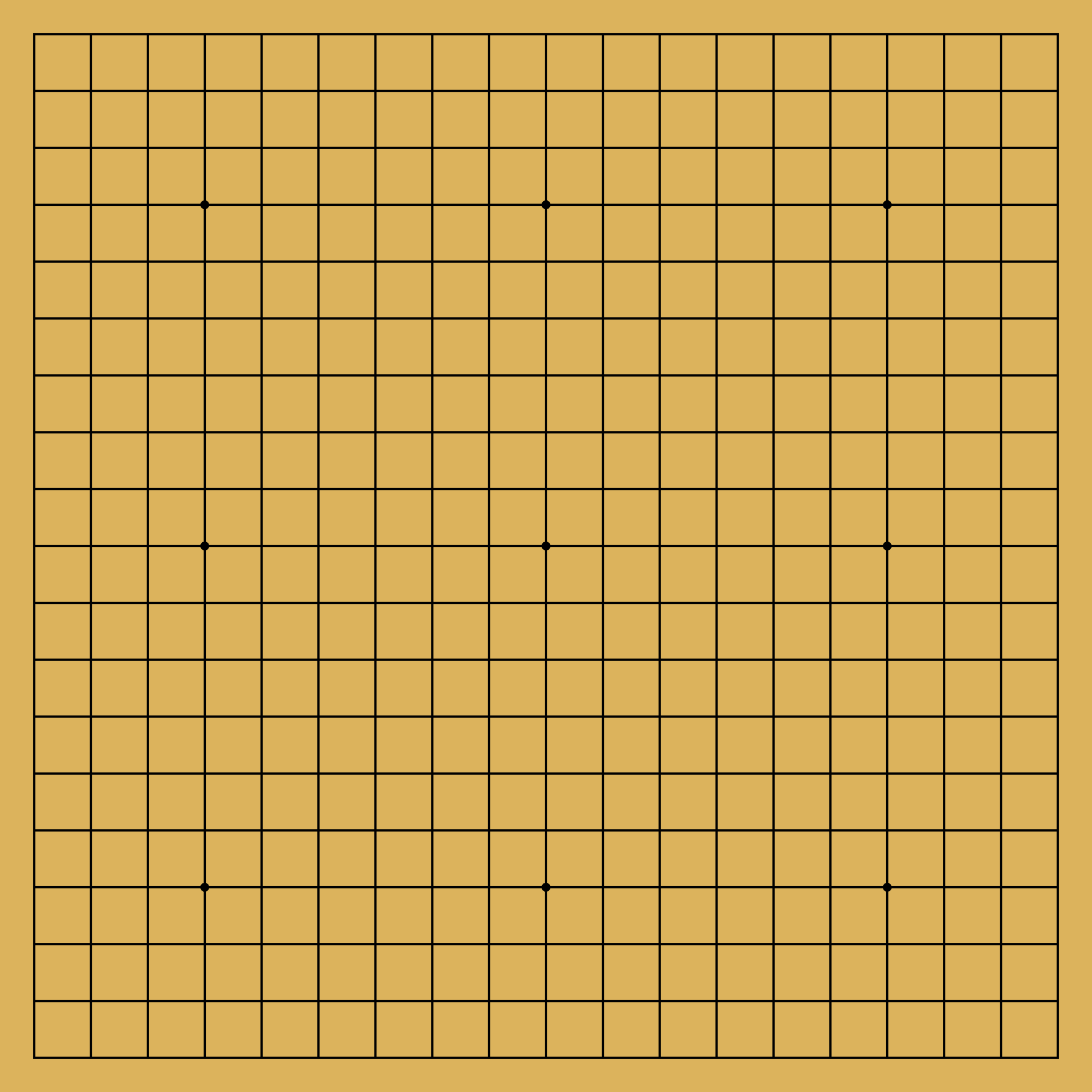
Tauler de go. Les interseccions 4D, 4J, 4P, 10D, 10P, 16D, 16J i 16P s'anomenen hoshi ('estrelles'). La central 10J s'anomena zenit.

1. El tauler de go consisteix en una xarxa amb 19 línies horitzontals, i 19 de verticals. Per principiants, o per partides ràpides, es pot jugar amb taulers de 13×13 o de 9×9, amb les mateixes regles. A l'inici de la partida el tauler està buit. Les negres juguen primer. Després ambdós jugadors juguen alternativament. Una jugada consisteix a posar una pedra en una intersecció buida.
2. Quan un jugador fa una jugada que priva la seva última llibertat a una pedra o formació de l'oponent, ha de treure les pedres envoltades del tauler i guardar-les separadament fins al final de la partida (En els exemples usarem, sempre que sigui possible, una grandària de tauler reduït de 9×9, utilitzat normalment per ensenyar als principiants).

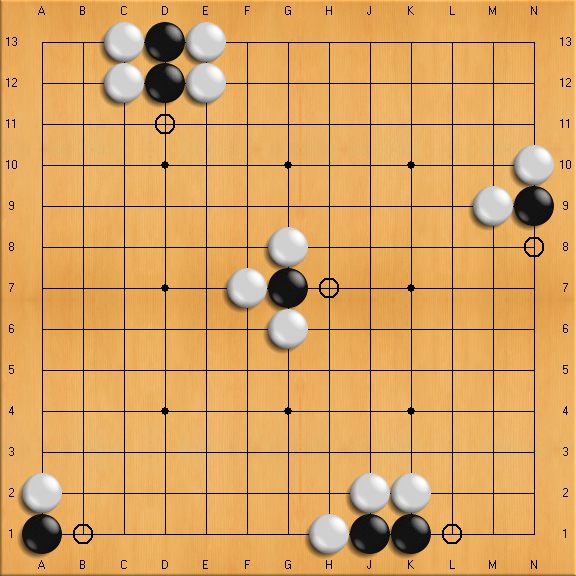
Abans de captures
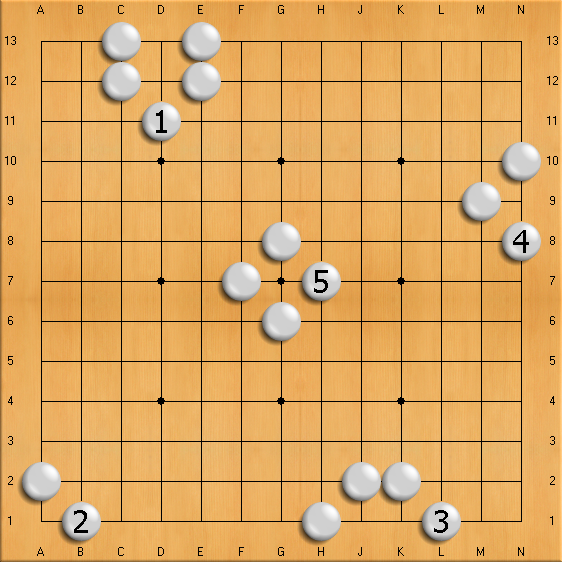
Després de captures

Les figures de dalt mostren l'abans i el després de les captures. Es poden veure exemples de captura en el centre del tauler, en les vores i en el cantó. El jugador que captura es queda amb les pedres de l'adversari per comptabilitzar-les al final de la partida.
3. No està permès de fer una jugada ocupant l'última llibertat a l'interior d'una formació enemiga (suïcidi), llevat que aquesta jugada capturi una o més pedres enemigues. Noteu que hi ha sistemes de regles on aquesta regla no és prevista (regles neozelandeses i ING). Exemples:
| Posició 1 | Posició 2 | Posició 3 |
| Les blanques tenen prohibit jugar a «A», «B» o «E», ja que seria el mateix que suïcidar-se. Poden jugar, no obstant això, en qualsevol dels punts 'C' o 'D', ja que a aquesta formació negra encara li quedaria una llibertat interior. Però si les blanques emplenessin 'C' o 'D', no podrien emplenar una altra immediatament després. Necessitarien primer envoltar completament la formació enemiga, tal com es mostra en la figura central. | Les blanques poden ara ocupar les interseccions 'A', 'B', 'C' o 'E' ja que al fer-ho priven la seva última llibertat a les respectives formacions negres i les capturen. | Posició després que les blanques hagin privat a les negres la seva última llibertat i d'haver-se retirat les pedres capturades. |

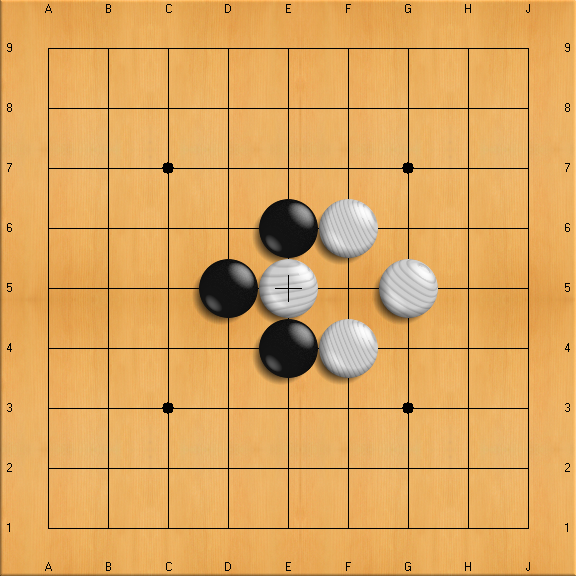
Situació de ko.

4. No es pot repetir una situació anterior del taulell. Aquesta regla serveix únicament per evitar que en una posició com la del diagrama, Blanc i Negre capturin i recapturin indefinidament la pedra marcada; cal jugar a una altra banda del tauler abans de recapturar la pedra en situació de ko. Vegeu Ko per a més informació sobre aquesta regla.
5. En lloc de posar una pedra, un jugador pot passar (perdre un torn). Quan els dos jugadors passen consecutivament s'acaba la partida.
6. Una vegada finalitzada la partida, es retiren les pedres mortes de cada bàndol i s'afegeixen a les capturades.

## Regles japoneses de puntuació

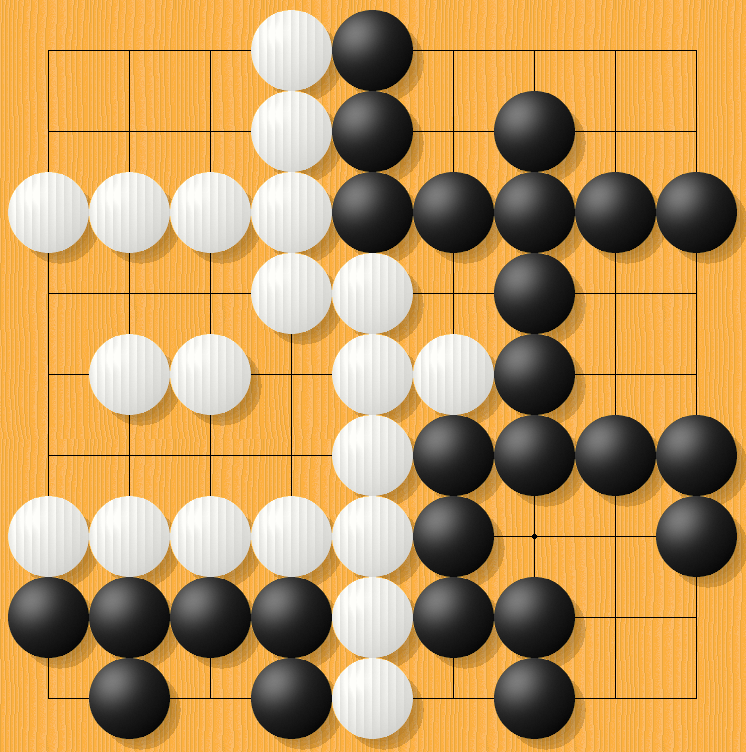
Final de partida

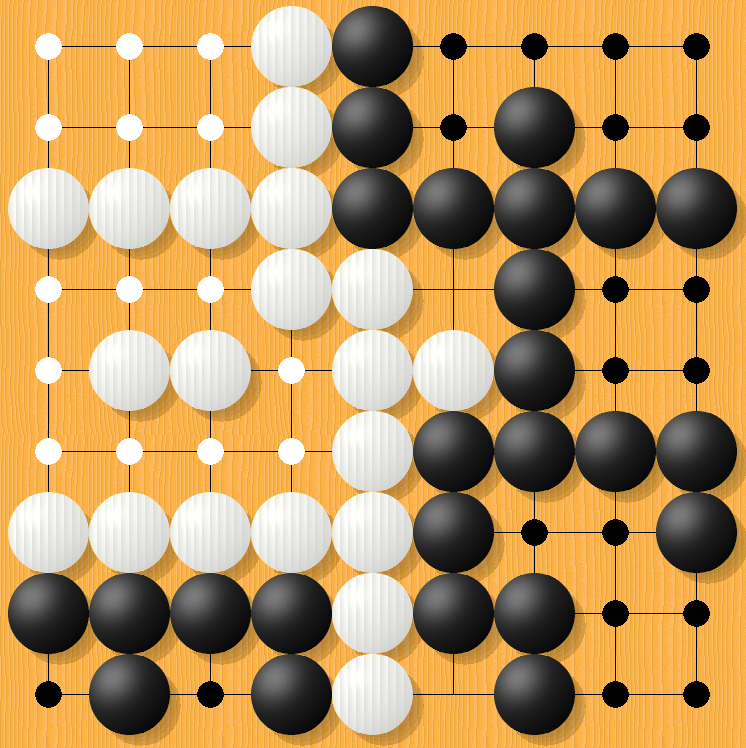
Puntuació

Cada jugador rep un punt per cada intersecció buida dintre del seu territori, més un punt per cada pedra capturada a l'adversari. Qui obtingui major puntuació guanya.
A la dreta es pot veure un exemple de final de partida en un taulell de 9×9. Durant la partida les negres van capturar 1 pedra blanca. Les blanques van capturar 2 pedres a les negres. Ja s'han retirat les pedres mortes d'ambdós bàndols, que van ser 6 de negres i 9 de blanques. Així doncs, les negres han fet 1 + 9 = 10 presoners; les blanques han fet 2 + 6 = 8 presoners.
En la figura de la dreta (puntuació) s'han marcat amb punts blancs el territori de les blanques, i amb punts negres el territori de les negres. Les dues interseccions que no tenen color són públiques, no pertanyen a cap jugador (s'anomena dame). Els punts per territori per a les negres són 19, i per a les blanques, 15.
La puntuació total per a les negres serà: 19 + 10 = 29. La puntuació total per a les blanques serà: 15 + 8 = 23. Així doncs, guanyen les negres per 6 punts. Existeix una regla especial per puntuar, el komi, que dona punts a Blanc com a compensació pel desavantatge que suposa que comenci jugant Negre.

## Terminologia
- Goban- Nom que se li dona al tauler de go. Pot ser de 9×9, de 13×13 i 19×19 línies. Altres dimensions són poc usuals.
- Sente- Iniciativa. Bàsicament és a qui li toca jugar. Jugada que obliga a respondre a l'oponent.
- Degoteig- El contrari de Sente. Jugada defensiva que no obliga a respondre a l'oponent.
- Tenuki- No respondre a una jugada de Sente; generalment per no considerar-se tan important al moment.
- Keim- Salt de Cavall. Formació de dues pedres separades. Una forma de connexió.
- Ogeima- Gran salt de cavall. Formació de dues pedres separades. Una forma de connexió.
- Ozaru- Salt del mico. Formació de dues pedres separades en un vessant. Una forma de connexió.
- Iken-Tobi- Salt d'un punt. Formació de dues pedres separades. Una forma d'extensió.
- Niken-Tobi- Salt de dos punts. Formació de dues pedres separades. Una forma d'extensió.
- Atari- Una pedra o una formació es troben en 'atari' quan estan sota amenaça de captura immediata (de manera semblant a l'escac dels escacs). La possibilitat d'avisar el contrari sobre tals situacions, dient simplement 'atari' és quelcom que ha de ser acordat abans de començar a jugar. És costum anunciar 'atari' als nouvinguts.
- Joseki- Seqüència de jugades que generen un resultat equitatiu, generalment en les cantonades.
- Kakari- Atac a la cantonada.
- Hoshi- Estrella. Els punts remarcats en el goban. Posició 4.-4., i en el centre de les quartes línies.
- Shicho- Escala. Seqüència de captura bàsica.
- Geta- Xarxa Formació de captura bàsica.
- Ko- Eternitat. Sisena regla de go.
- Kiri- Cort. Divisió de grups.
- Komoku- Punt 3-4.jugada d'obertura més popular actualment.
- Takamoku- Punt 4.-5..
- Mokuhazushi- Punt 3.-5..
- Sans- Punt 3.3.
- Shimari- extensió des d'una cantonada.
- Tsuke- Cop. Defensa de contacte, col·locar una pedra al costat d'una altra.
- Komi- Avantatge que se'ls dona a les blanques per començar últim, actualment és de 6,5 al Japó/Korea.
- Kosumi- Moviment diagonal a una altra pedra, molt utilitzat en un antic joseki del komoku per Shusaku.
- Tinguin- Terra. L'estrella del centre del tauler s'anomena tinguin.
- BYO-yomi- Mort sobtada. En acabar el temps base del qual disposes entres en BYO yomi, es tindrà un temps concret per a cada moviment en comptes d'un global.
- Ají- Literalment, 'gust'. Es diu que una posició té «té mal ají» quan existeixen amenaces latents que l'adversari pot aprofitar quan es donin les condicions apropiades. D'aquí el del mal gust.
- Atsumi- Solidesa, força. Grup sòlid sense debilitats o defectes.
- Boshi- Literalment, 'barret'. Jugada feta a una línia d'una pedra enemiga, prevenint la seva fugida o expansió cap al centre del tauler.
- BYO-yomi- Temps extra donat a un jugador, una vegada se li ha acabat el temps reglamentari, per efectuar un nombre limitat de jugades. Per exemple, 2 minuts per a realitzar 10 moviments.
- Chub- Mig joc.
- Dame- Punt neutral entre les posicions de blanc i negre que no té valor territorial, per la qual cosa és indiferent qui l'ocupa. Aquests punts s'omplen al final de la partida per facilitar la delimitació dels territoris i el còmput dels punts.
- Dan- Categoria donada als jugadors més forts. Els donen amateur van des d'1-donen fins a 7-donen, i els professionals des 1-donen a 9-donen.
- Dang- Grup de quatre pedres formant un quadrat. Es considera pèssima forma.
- Furikawari- Intercanviar, un grup de l'altra, influència per punts, etc.
- Fuseki- Obertura. La primera fase de la partida.
- Geta- És una captura local, en la qual les pedres involucrades queden confinades i amb dues o tres llibertats, però no poden escapar i queden presoneres.
- Goke- Bol o recipient per a les pedres de go, també anomenat goki.
- Hamari- Acció de caure en una trampa parada pel rival.
- Hamete- Jugada tramposa que si es respon bé no beneficia qui la va fer (fins i tot pot perjudicar), però si es respon malament normalment causa grans pèrdues a la «víctima».
- Hanami-ko- Un ko en què un dels jugadors té poc a perdre, i l'altre, molt.
- Hane- Jugada en diagonal a una pedra pròpia, estant les dues en contacte amb una pedra enemiga.
- Hasami- Atac en pinces. Jugada feta contra un kakari impedint una extensió sobre el lateral.
- Haia-go- Partida ràpida.
- Honto- La jugada correcta en una posició local determinada, que no deixa debilitats que puguin ser aprofitades pel rival més tard.
- Insei- Estudiant o aprenent que aspira a convertir-se en jugador professional de go.
- Ikken-Tobi- Salt d'una línia.
- Jigo- Empat en el resultat d'un partit.
- Kakari- Atac a la primera jugada feta pel rival en un racó.
- Kake- Enfonsar, pressionar cap avall
- Keim- Jugada que estableix una configuració similar al salt del cavall a escacs.
- Kikashi- Una jugada forçada, amenaçant, que obliga el rival a respondre. Normalment es fa fora del flux principal de joc; per utilitzar-lo en un altre moment del partit i conservar la iniciativa.
- Kiri- Tall.
- Komi- Puntuació addicional atorgat a blanc per compensar el fet que negre juga primer. El valor del komi sol ser de 5,5 punts al Japó.
- Kosumi- Extensió en diagonal.
- Kyu- Categoria donada als jugadors que encara no han arribat a donen. Comença a 35-kyu i finalitza l'1-kyu.
- Miai- Dos punts d'aproximadament el mateix valor. Si es juga en un d'ells, l'oponent jugarà en l'altre.
- Moyo- Ampli esbós territorial, encara no assegurat.
- Nigiri- Sistema de sorteig per determinar qui jugarà amb negres.
- Ogeima- Gran Keim. El mateix que el Keim, però una intersecció més llarga.
- Osae- Bloqueig. Jugada feta en contacte amb un una pedra enemiga, evitant que s'estengui.
- Seki- Situació de dos grups sense dos ulls, en què cap dels dos jugadors vol jugar perquè si ho fes, el seu grup moriria.
- Semeai- Una lluita o carrera d'entre dos grups per vida i la mort, en el qual la quantitat de llibertats disponibles de cadascun determina el resultat d'aquesta.
- Shicho- Escala. Situació en què un jugador dona ataris consecutius en ziga-zaga a un grup de pedres fins que es topen amb la vora del tauler o una pedra enemiga i són capturades.
- Shimari- Formació de dues pedres que tanquen un racó.
- Tesuji- La jugada més efectiva en una posició local.
- Tsuke- Jugada feta en contacte amb una altra o altres del contrincant.
- Uttegaeshi- Jugada difícil de visualitzar, significa sacrificar una pedra per reduir el nombre de llibertats del grup i capturar. Molts grups de pedres aparentment assegurances poden ser capturades amb aquesta tècnica.
- Yosu Miru- És una jugada astuta, de prova, per avaluar la capacitat de resposta del rival.
- Wariuchi- Jugada feta a la tercera línia enmig de dues posicions enemigues amb la possibilitat de fer una extensió de dos punts cap a qualsevol dels dos costats.
- Watari- Jugada que es fa a la primera o segona línia per connectar dos grups.
- Yose- Etapa final de la partida, quan han acabat les escaramusses d'atac i defensa de grups i només resta tancar els territoris.

## A la literatura, la televisió i el cinema
A part dels llibres estudiosos sobre el joc, el go i la seva estratègia han estat objecte de diversos treballs de ficció, com Meijin («El mestre de go») del Premi Nobel Yasunari Kawabata i La Joueuse de Go («La jugadora de go») de Shan Sa. També hi ha altres llibres que han fet servir el go com a tema principal o com a element menor de la trama. Per exemple, la novela Shibumi de «Trevanian», publicada l'any 1979, es desenvolupa al voltant del joc i fa servir metàfores sobre el go. Amb el nom de «Weiqi», també apareix de manera apreciable a la novel·la «Jian» d'Eric Van Lustbader, publicada l'any 1986.
De la mateixa manera, el go s'ha fet servir com a element de la trama al cinema, en pel·lícules com π, Una ment meravellosa i Tron: Legacy. També apareix a Wú Qīngyuán, una biografia del jugador professional de go, Go Seigen. Al film «Els valents» de King Hu, els personatges tenen un codi de color com si fossin peces de go (negre o ombres negres pels xinesos, blanc pels invasors japonesos), els personatges fan servir taulers i pedres de go per fer el seguiment dels soldats abans de la batalla, i les batalles estan estructurades com si fos una partida de go. El go es fa servir com a dispositiu pel perfil dels criminals a l'episodi pilot de Criminal Minds, «Extreme Aggressor».
A la sèrie de televisió Andromeda, diversos «flashbacks» revelaven qüestions sobre un dels personatges, relacionats amb el go.
També apareix de manera significativa en manga japonesos i sèries anime, com Hikaru no Go, estrenada al Japó l'any 1998 i que va tenir un important impacte en la popularització del go, tant al Japó com a l'exterior, on es va traduir.